# Marko Slivarić
Marko plemeniti Slivarić, barun od Heldenbourga (Marc Slivarich de Heldenbourg) (Vrčin Dol, 12. listopada 1762. – Gignac, 27. kolovoza 1838.), bio je hrvatski general u Napoleonovoj vojsci.

## Životopis
Marko Slivarić rođen je 1762. godine u selu Vrčin Dol kod Pleternice, u Slavoniji. Njegov otac Martin Slivarić bio je vojnik, te je dobio plemićku titulu od carice i kraljice Marije Terezije 1772. godine zbog vojnih zasluga u Austrijskom nasljednom ratu i u Sedmogodišnjem ratu. Marko Slivarić imao je tri brata, Adama, Aleksandra i Josipa koji je bio svećenik u Sikirevcima, te sestru Magdalenu. Polazio je i završio je Terezijansku vojnu akademiju. Godine 1781., 1. svibnja, postao je kadet u drugoj topničkoj pukovniji Austrijskoga carstva, kasnije bio je u vojnoj službi u pukovnijama u Slunju i Ogulinu. Godine 1785. vjenčao se je s Antoinette Gresnich. 
U vrijeme Napoleonove pobjede nad Austrijom 1809. godine, bio je bojnik u Ogulinskoj pukovniji, u sklopu tadašnje Vojne Hrvatske. Dvije godine potom, u Napoleonovoj službi, dobio je zapovjedništvo nad 1. hrvatskom privremenom pukovnijom dodijeljenom 4. korpusu Napoleonove La Grande Armée. Na tom položaju, na čelu hrvatskih vojnika koje je Bonaparte osobito cijenio, istaknuo se pri pohodu na Rusiju 1812. godine, u bitkama kod Ostrownog i kod Moskve, ali i pri pohodu na Sasku 1813. godine.  Zarobljen je 19. listopada 1813. god. u Bitci kod Leipziga. U listopadu iste godine bio je zatočen u Ostrogonu, u Madžarskoj, a Austrija je odbila njegovu molbu za primitak u svoju vojsku u činu brigadnog generala zbog prevelikog iskazanog žara u službi francuske vojske. U srpnju 1814. godine izišao je na slobodu i odabrao život u Francuskoj. Apstiniranje od ratovanja kratko je trajalo. Kao zapovjednik utvrde u Antibesu na francuskoj obali, 1815. godine je, odan francuskom kralju Luju XVIII. i stanovnicima Antibesa, spriječio austrijsko-sardinijske trupe u osvajanju toga grada. To mu je donijelo veliko priznanje i štovanje žitelja Antibesa. Ipak, u rujnu 1815. godine smijenjen je: na taj način savezničkim je snagama oduzeta svaka izlika za usporavanje povlačenja iz regije. Uskoro potom Slivarić je kraljevskom odlukom od 18. listopada 1815. godine poslan u mirovinu, u dobi od 53 godine. Prije nego što se nastanio u Gignacu Slivarić je nekoliko godina živio u Marseilleu, a zatim se na kratko nastanio u Saint-André de Sangonisu, koji je susjedna općina do Gignaca. Točna godina njegovog dolaska u Gignac još uvijek nije sigurna a pretpostavlja se kako se tu nastanio oko 1828. godine, gdje se povukao u miran život u i ondje poživio još deset godina. 
Umro je 27. kolovoza 1838. godine u Gignacu gdje je i pokopan.

## Priznanja i odličja
- Između ostalih priznanja, Slivarić je 1810. godine dobio i Legiju časti, najviše francusko odličje. Tom je prigodom posjetio Pariz na čelu izaslanstva Ilirskih provincija, koje je primio osobno Napoleon I. Sedam godina poslije, dobio je i francusko državljanstvo.[5]
- 2008.: U Gignacu mu je postavljena brončana spomen-ploča na kući u kojoj je živio i umro 1838. godine.[4]
- 2008.: U Gignacu jedna ulica nazvana je po njemu.[6][4]
- 2016.: Dvojezična turistička informacijska ploča o njemu postavljena je na ulazu u Vrčin Dol.[3]
- 2016.: Grad Pleternica u spomen na njega organizirao je i posvetio mu jedan Dan, uz njegov dan rođenja, te organizirao stručni simpozij i izložbu o njemu.[3]

## Zanimljivosti
- Glavni junak jednoga broja serijala stripa Nikad robom (Graničari, br. 23, godina 1965.; crtež Ivica Bednjanec)[7] bio je kapetan Marko Slivarić.[8]

## Vanjske poveznice
- Hrvatski vojnik Jurica Miletić, U Napoleonovim postrojbama. "Ja nikada nisam imao hrabrijih vojnika", broj 80, ožujak 2006., (u međumrežnoj pismohrani archive.org 24. ožujka 2007.)
- Marko Slivarić rođen je 1762. u selu Vrčin Dol kod Pleternice  Arhivirana inačica izvorne stranice od 14. prosinca 2013. (Wayback Machine), pleternica.hr
- Najava izložbe o generalu Marku Slivariću, Pleternica, 2016., matis.hr
- Historique de Marko Slivarić de Holdenburg (fr.)
- Gignac (34) : cimetière, (grob Marka Slivarića u Gignacu), landrucimetieres.fr (fr.)
- Dokumenti o Makru Slivariću iz Archives Nationales, Fontainbleu, Paris, iz prezentacija o članovima Francuske Legije časti, culture.gouv.fr (fr.)
- Podatci o 1. regimenti ilirskih strijelaca (Lička regimenta), napoleon-series.org (engl.)